# Триакисикосаэдр
Триакисикоса́эдр (от др.-греч. τριάχις — «трижды», εἴκοσι — «двадцать» и ἕδρα — «грань») — полуправильный многогранник (каталаново тело), двойственный усечённому додекаэдру. Составлен из 60 одинаковых тупоугольных равнобедренных треугольников, в которых один из углов равен {\displaystyle \arccos \left(-{\frac {3+3{\sqrt {5}}}{20}}\right)\approx 119{,}04^{\circ },} а два других {\displaystyle \arccos \,{\frac {15+{\sqrt {5}}}{20}}\approx 30{,}48^{\circ }.}
Имеет 32 вершины; в 12 вершинах (расположенных так же, как вершины икосаэдра) сходятся своими острыми углами по 10 граней, в 20 вершинах (расположенных так же, как вершины додекаэдра) сходятся тупыми углами по 3 грани.
У триакисикосаэдра 90 рёбер — 30 «длинных» (расположенных так же, как рёбра икосаэдра) и 60 «коротких» (вместе образующих фигуру, изоморфную — но не идентичную — остову ромботриаконтаэдра). Двугранный угол при любом ребре одинаков и равен {\displaystyle \arccos \left(-{\frac {24+15{\sqrt {5}}}{61}}\right)\approx 160{,}61^{\circ }.}
Триакисикосаэдр можно получить из икосаэдра, приложив к каждой его грани правильную треугольную пирамиду с основанием, равным грани икосаэдра, и высотой, которая в {\displaystyle {\frac {5{\sqrt {15}}+9{\sqrt {3}}}{2}}\approx 17{,}48} раз меньше стороны основания. При этом полученный многогранник будет иметь по 3 грани вместо каждой из 20 граней исходного — с чем и связано его название.
Триакисикосаэдр — одно из шести каталановых тел, в которых нет гамильтонова цикла; гамильтонова пути для всех шести также нет.

## Метрические характеристики
Если «короткие» рёбра триакисикосаэдра имеют длину {\displaystyle a}, то его «длинные» рёбра имеют длину {\displaystyle {\frac {1}{10}}\left(15+{\sqrt {5}}\right)a\approx 1{,}72a,}  а площадь поверхности и объём выражаются как
{\displaystyle S=3{\sqrt {{\frac {1}{2}}\left(173-9{\sqrt {5}}\right)}}\;a^{2}\approx 26{,}2285960a^{2},}
{\displaystyle V={\frac {1}{4}}\left(19+13{\sqrt {5}}\right)a^{3}\approx 12{,}0172209a^{3}.}

Полувписанная сфера триакисикосаэдра

Радиус вписанной сферы (касающейся всех граней многогранника в их инцентрах) при этом будет равен
{\displaystyle r={\frac {1}{2}}{\sqrt {{\frac {1}{122}}\left(477+199{\sqrt {5}}\right)}}\;a\approx 1{,}3745174a,}
радиус полувписанной сферы (касающейся всех рёбер) —
{\displaystyle \rho ={\frac {1}{10}}\left(5+4{\sqrt {5}}\right)a\approx 1{,}3944272a.}
Описать около триакисикосаэдра сферу — так, чтобы она проходила через все вершины, — невозможно.